# Клименки (Белгородская область)
Клименки — село в Вейделевском районе Белгородской области России, административный центр Клименковского сельского поселения.

## География
Село расположено в юго-восточной части Белгородской области, на границе с Украиной, на малой реке под названием Дёмино (правом притоке Уразовы), в 7,46 км по прямой к юго-юго-западу от районного центра, посёлка Вейделевки. Ближайшие населённые пункты: практически примыкающее с востока (выше по руслу реки Деминой) село Яропольцы. 

## История

### Происхождение названия и населения
Одно из первых поселений основано «черкассами» из имения князя М.М. Голицына в первой половине XVIII века. Оно получило название «Карабаново» (возможно, «Кара» — черная, «баново» — весть). Жители должны были оповещать о приближении татар другие населенные пункты. В урочище Саловке, на белой горе, стоял дозор с заготовленными кострищами для оповещения укрепленного форпоста в Валуйках. Отряды вооруженных казаков выходили навстречу движущимся ордам и вступали в военное противоборство. Впоследствии Карабаново переименовалось в Тарабаново (видимо, «тара» — тарабанить, бить в колокола, поднимать тревогу). По административному делению хутор Тарабаново относился к слободе Демино Александровской волости Валуйского уезда Воронежской губернии.
В начале XIX века на территории хутора Тарабаново появились жители из села под названием Демино по фамилии Клименковы.
В 1826 году хутор Тарабаново получил название село Клименково, впоследствии Клименки.

### Исторический очерк
После указа «О вольных хлебопашцах» 1801 года крестьяне села к 1839 году выкупились из крепостных. Клименки стали одним из богатых селений края, жители занимались разведением крупного рогатого скота.
В 1894 году крестьяне имели 547 волов, 196 коров, молодняка – 288, 857 овец и 96 лошадей. Земельный надел составлял 11 десятин. 
В 1862 году в селе появилась церковь.
Первая школа в Клименках была открыта в 1870-е годы. Более 30 лет она помещалась в тесных церковных строениях при клименковской церкви. Отдельное здание школы было построено в 1905 году. Церковно-приходская школа давала только начальный курс обучения. Но ее посещали не все дети. Бедняки были вынуждены отдавать детей в батраки к помещикам, пастухами и няньками в богатые семьи, подмастерьями в город, где детям приходилось трудиться наравне с взрослыми по 12-14 часов в день, жить впроголодь.
Революция 1905-1907 годов вызвала отклик в селе. В Клименках агитацию против самодержавия вел священник Мерецкий. Здесь была создана революционная группа, под руководством землемера Н.Я. Столярова в ноябре 1905 года был учинен погром графской усадьбы в Викторополе. Для его усмирения были вызваны казаки, многие были арестованы.
8 января 1906 года восставшие крестьяне села Клименки пошли крестным ходом в Валуйки, где освободили из тюрьмы священника Мерецкого и других заключенных. Состоялся митинг в центре Валуек. Спешно вызванные казаки нагайками и шашками разгромили толпу митингующих. Начались аресты организаторов. Все арестованные были приговорены к разным срокам тюремного заключения.
В 1911 году в Клименках было основано Потребительское общество.

## Население
В 1812 году на хуторе Тарабанове жило 1010 мужчин.
В 1894 году в селе Клименках насчитывалось 189 дворов с 1309 жителями.
| 1859 | 1897  | 2002 | 2010 |
| ---- | ----- | ---- | ---- |
| 1037 | ↗1465 | ↘855 | ↘741 |

## Люди, связанные с селом
- Павел Таволжанский, мичман трагически погибшей атомной подводной лодки «Курск», был уроженцем села Клименки.[6].